# Brădeni
Brădeni é uma comuna romena localizada no distrito de Sibiu, na região histórica da Transilvânia. A comuna possui uma área de 81.42 km² e sua população era de 1419 habitantes segundo o censo de 2007.